# Rolf Billberg
Rolf Billberg (* 22. August 1930 in Lund, Schweden; † 17. August 1966) war ein schwedischer Jazz-Saxophonist (Tenor, Alt).

## Leben und Wirken
Billberg wuchs in Göteborg auf. Als 17-Jähriger spielte er für vier Jahre in einer Militärmusikkapelle Klarinette, wechselte dann aber zum Tenorsaxophon. Er spielte in Göteborg, Visby und Borås. 1954 ging er nach Stockholm um in der Bigband von Simon Brehm zu spielen. 1954/5 spielte er mit dem Saxophonisten Lars Gullin, mit dem er auch aufnahm. Ab 1955 lebte er in Kopenhagen, wo er 1956 in der Bigband von Ib Glindemann spielte. Gleichzeitig tourte er durch amerikanische Clubs in Deutschland und Frankreich in einem Quintett der österreichischen Vibraphonistin Vera Auer, wobei er zum Altsaxophon wechselte. 1957 spielte er im Orchester von Jan-Erik Norin im Tanzpalast Nalen in Stockholm. Er spielte auch weiterhin in Gruppen von Gullin und viel mit dem Trompeter Jan Allan. Er begleitete u. a. Lee Konitz (mit dem er häufig im Stil verglichen wurde) und spielte mit Stan Kenton in Kopenhagen, wo er zuletzt 1966 Mitglied von Glindemanns Danish Radio Jazz Group war. Überraschend starb er an einer plötzlichen Erkrankung noch auf dem Weg ins Krankenhaus, als er im Ferienhotel seiner Mutter auf einer Schären-Insel bei Göteborg aushalf. Im Bereich des Jazz war er laut Tom Lord zwischen 1954 und 1966 an 57 Aufnahmesessions beteiligt, zuletzt mit Nils Lindberg.
2004 erhielt er posthum den Django d’Or (Schweden) als Legende des Jazz.

## Diskographische Hinweise
Als Leader:
- Rolf Billberg (Storyville, 1956–57)
- Darn that Dream (Dragon Records, 1964–66) mit Jan Allan, Allan Botschinsky, Niels-Henning Ørsted Pedersen, Knud Jørgensen
- Altosupremo (Anagram Records)
- Rare Danish Recordings by aSwedish Jazz Legend (Storyville, 1956–66)

Als Sideman:
- Lars Gullin: Portrait Of My Pals (Capitol)
- Lars Gullin: Alma Mater – Alma Almah (Anagram)
- Stan Kenton: Stan Kenton with the Danish Radio Big Band (Storyville, 1966)
- Nils Lindberg: Sax Appeal & Trisection (Dragon 1960–63)

## Lexikalischer Eintrag
- Leonard Feather, Ira Gitler: The Biographical Encyclopedia of Jazz. Oxford University Press, New York 1999, ISBN 0-19-532000-X.